# 警察病院駅
警察病院駅（キョンチャルピョンウォンえき）は大韓民国ソウル特別市松坡区可楽本洞にある、ソウル交通公社3号線の駅。駅番号は351。

## 駅構造
ホーム階は地下3階で、相対式ホーム2面2線を有している。保安用にホームドアシステム（フルスクリーンタイプ）を装備する。また、大韓民国で初めて稼働ステップ（Gap-Zero）が装備されている。
改札階は地下1階で、改札口は1ヶ所ある。化粧室は改札内と改札外に1ヶ所ずつある。
エレベーター・エスカレーター完備。出入口は1番から4番までの計4ヶ所あり、その内3番出入口は雨や雪が降るとセンサーが感知してせり上がる屋根を搭載している。

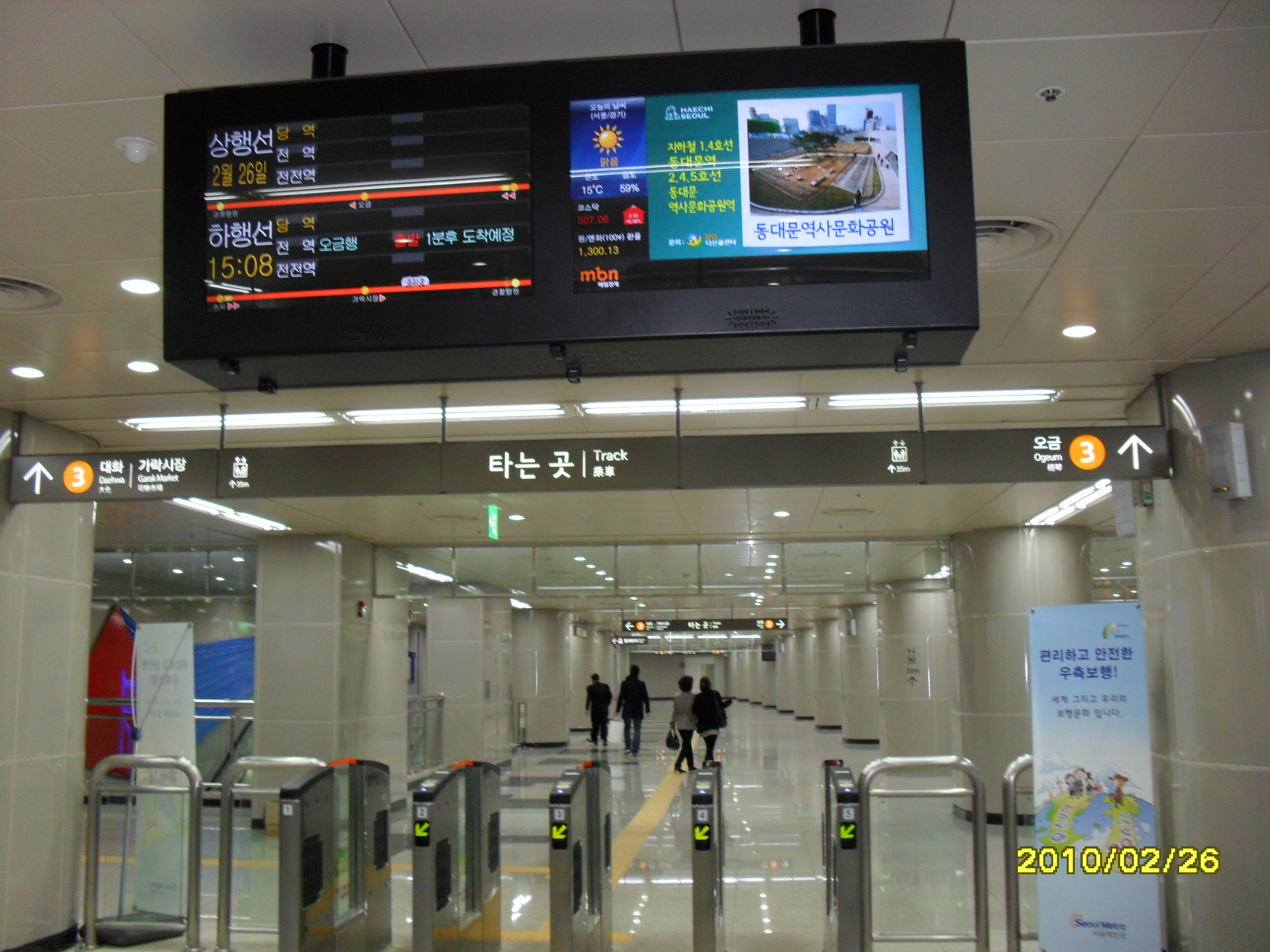
改札口(2010年2月)

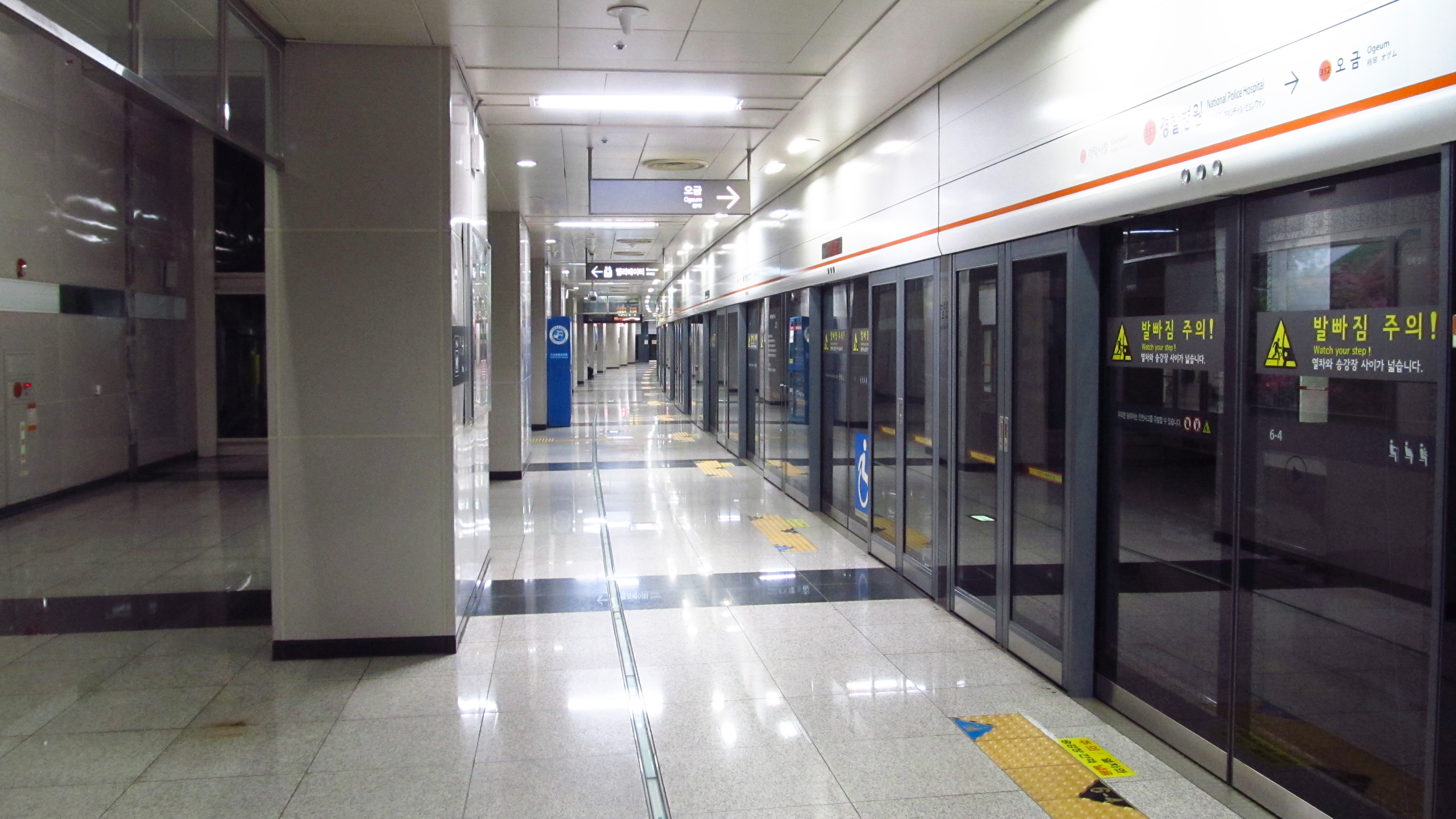
ホーム(2018年11月)

### のりば
- 案内上ののりば番号は設定されていない。

| ホーム | 路線  | 行先                                 |
| ------ | ----- | ------------------------------------ |
| 上り   | 3号線 | 水西・玉水・忠武路・旧把撥・大化方面 |
| 下り   | 3号線 | 梧琴行き                             |

## 利用状況
近年の一日平均利用人員推移は下記のとおり。
| 路線  | 路線     | 2010年 | 2011年 | 2012年 | 2013年 | 2014年 | 2015年 | 出典  |
| ----- | -------- | ------ | ------ | ------ | ------ | ------ | ------ | ----- |
| 3号線 | 乗車人員 | 4,802  | 6,352  | 6,825  | 7,307  | 7,401  | 7,441  | [ 2 ] |
| 3号線 | 降車人員 | 4,713  | 6,217  | 6,648  | 7,145  | 7,238  | 7,366  | [ 2 ] |
| 3号線 | 乗降人員 | 9,515  | 12,569 | 13,473 | 14,452 | 14,639 | 14,807 | [ 2 ] |

## 駅周辺
- 警察病院
- 労働部ソウル東部支庁
- 可楽近隣公園
- 新加初等学校
- 石村中学校
- 可楽2洞住民センター
- ソウル東部拘置所
- ロデ五叉路
- コンノマル公園
- 八角亭公園
- 可楽本洞住民センター
- KT可楽支店
- MARIAプラス病院

## 歴史
- 2009年10月29日 - 駅名決定[3]。
- 2010年2月18日 - 開業。

## 隣の駅
ソウル交通公社
 3号線
可楽市場駅 (350) - 警察病院駅 (351) - 梧琴駅 (352)